# Alexandra Philip-Stéphan
Pour les articles homonymes, voir Philip et Stephan.
Alexandra Philip-Stéphan est docteur en droit et diplômée en histoire de l'art et archéologie. Elle enseigne l'histoire du droit à la faculté de droit de Paris X-Nanterre.

## Publications
- Dire le droit en Égypte pharaonique. Contribution à l'étude des structures et mécanismes juridictionnels jusqu'au Nouvel Empire, Bruxelles, Safran (éditions), coll. « Connaissance de l'Égypte Ancienne », 2008 (ISBN 978-2-87457-018-6, présentation en ligne)
- « Deux actes de disposition inédits découverts dans l'oasis égyptienne de Dakhla », Revue Historique de Droit Français et Étranger, no 83,‎ 2005, p. 273-282
- Juger sous l'Ancien Empire égyptien, L'Harmattan, coll. « Droits et culture 47 », 2004
- Introduction à l'étude des mécanismes judiciaires sous l'Ancien Empire égyptien, L'Harmattan, coll. « Méditerranées 33 », 2002